# Mustajärvi (sjö i Finland, Norra Österbotten)
Mustajärvi är en sjö i Finland. Den ligger i kommunen Kuusamo i landskapet Norra Österbotten, i den nordöstra delen av landet, 700 km norr om huvudstaden Helsingfors. Mustajärvi ligger 253,3 meter över havet. Den är 16,36 meter djup. Arean är 1,76 kvadratkilometer och strandlinjen är 12,38 kilometer lång. Sjön  ingår i Kems huvudavrinningsområde. 